# Kingfish
Kingfish je americká rocková skupina. Frontmanem skupiny je Matthew Kelly. Skupina vznikla v roce 1973 v San Francisco Bay Area. Ve skupině hrál například i Bob Weir, kytarista skupiny Grateful Dead.

## Diskografie
- Kingfish – 1976
- Live 'n' Kickin' – 1977
- Trident – 1978
- Kingfish – 1985
- Alive in Eighty Five – 1985
- Kingfish in Concert: King Biscuit Flower Hour – 1996
- Relix's Best of Kingfish – 1997
- A Night in New York – 1997 (Relix)
- Sundown on the Forest – 1999
- Live – 2000
- From the Front Row... Live – 2003 (DVD-Audio)
- Greatest Hits Live – 2003
- I Hear You Knockin' – 2004